# Olympische Jugend-Winterspiele 2012/Teilnehmer (Mazedonien)
| Gelbes Symbol für Goldmedaillen mit stilisierten Olympischen Ringen | Graues Symbol für Silbermedaillen mit stilisierten Olympischen Ringen | Braundes Symbol für Bronzemedaillen mit stilisierten Olympischen Ringen |
| ------------------------------------------------------------------- | --------------------------------------------------------------------- | ----------------------------------------------------------------------- |
| —                                                                   | —                                                                     | —                                                                       |

Mazedonien nahm an den Olympischen Jugend-Winterspielen 2012 in Innsbruck mit zwei Athleten in zwei Sportarten teil.

## Sportarten

### Ski Alpin
| Athleten       | Wettbewerb   | Durchgang 1 | Durchgang 2 | Gesamt      | Gesamt |
| Athleten       | Wettbewerb   | Zeit        | Zeit        | Zeit        | Rang   |
| -------------- | ------------ | ----------- | ----------- | ----------- | ------ |
| Jungen         |              |             |             |             |        |
| Marijan Nasoku | Super-G      |             |             | DSQ         | DSQ    |
| Marijan Nasoku | Riesenslalom | 1:03,84 min | 1:01,46 min | 2:05,30 min | 31     |
| Marijan Nasoku | Slalom       | 45,99 s     | DNF         | -           | -      |

### Skilanglauf
| Athleten        | Wettbewerb | Qualifikation | Qualifikation | Viertelfinale      | Viertelfinale      | Halbfinale         | Halbfinale         | Finale             | Finale             |
| Athleten        | Wettbewerb | Zeit          | Rang          | Zeit               | Rang               | Zeit               | Rang               | Zeit               | Rang               |
| --------------- | ---------- | ------------- | ------------- | ------------------ | ------------------ | ------------------ | ------------------ | ------------------ | ------------------ |
| Jungen          |            |               |               |                    |                    |                    |                    |                    |                    |
| Velko Lozanoski | Sprint     | 2:35,39 min   | 50            | nicht qualifiziert | nicht qualifiziert | nicht qualifiziert | nicht qualifiziert | nicht qualifiziert | nicht qualifiziert |